# Dajaks

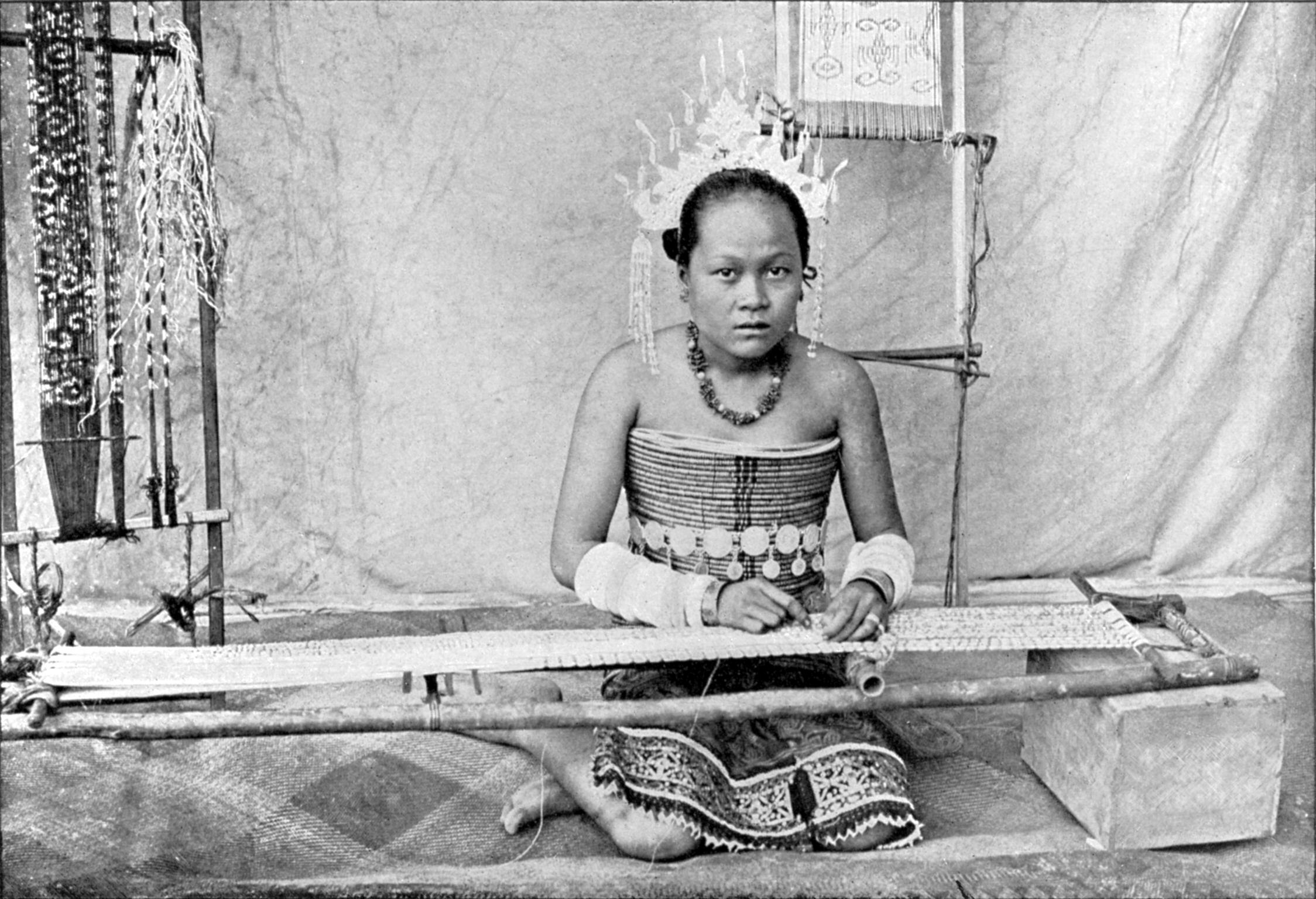
Dajak-vrouw
(1908)

Dajak (Indonesisch: Dayak) is een verzamelnaam voor een aantal volkeren in de binnenlanden van het eiland Borneo, dat verdeeld is tussen Indonesië (Kalimantan), Maleisië (Sarawak en Sabah) en Brunei. Zij tellen tussen de twee en de vier miljoen mensen en vormen daarmee ongeveer een kwart van de bevolking van het eiland.
De Maleise term "Orang Dayak" betekent zoveel als "mensen van het binnenland" en heeft een duidelijke connotatie van "achterlijke inboorlingen". De Dajaks zijn waarschijnlijk rechtstreekse afstammelingen van de Austronesische landbouwers, die omstreeks 2000 v.Chr. vanuit de Filipijnen de Indonesische archipel koloniseerden, waarbij zij mogelijkerwijs de voordien hier van de jacht levende Papoeïde of Negrito bevolking assimileerden. De Dajaks hebben waarschijnlijk veel van de levensstijl van deze oer-Maleiers behouden. Wel leerden zij omstreeks 400 v.Chr. de ijzerbewerking door contacten met de Dong Soncultuur uit Indochina. In de kustgebieden zijn zij tegenwoordig verdrongen of geassimileerd door Maleise, Javaanse en Chinese kolonisten.
De naam "Dajak" is dus een exoniem en wordt niet door de Dajak zelf gebruikt. Zij identificeren zich als leden van de verschillende stammen. Deze hebben dan ook elk een eigen taal of dialect, zoals Iban, Kenyah en Ma'anjan, een eigen cultuur, eigen gewoontes en eigen mate aan contact met de buitenwereld. De grootste van deze groepen is de Iban. Zij wonen verspreid over Brunei, Sarawak en in het westen van Kalimantan. Een stam die het heel moeilijk heeft zijn de Penan. Zij leven teruggetrokken en zijn volledig zelfvoorzienend. De vrouwen en kinderen gaan op zoek naar vruchten, noten en ander eetbaar spul. De mannen jagen met behulp van blaaspijpen en giftige pijltjes. Naar schatting leven er nog 300 Penan in de bossen van Borneo. Door de intensieve houtkap verdwijnt hun natuurlijke biotoop. De overheid tracht ze in dorpen te vestigen.
Veel Dajak-stammen bedrijven de zogenaamde brandlandbouw: een stuk primair of (meestal) secundair regenwoud wordt gekapt en, nadat de stammen in de droge tijd hebben kunnen drogen, in brand gestoken. Zodra de as afgekoeld is, maken de mannen plantgaten, waarna de vrouwen het zaaizaad uitstrooien. Twee of hoogstens drie rijstoogsten zijn dan mogelijk, waarna het land 10 tot 20 jaar met rust moet worden gelaten, zodat zich een secundair bos kan herstellen.
Deze vorm van landbouw is acceptabel zolang de bevolkingsdichtheid gering is en er dus slechts kleine stukken bos gerooid worden, die na enkele oogsten ruimschoots de tijd krijgen om zich te herstellen. Gebeurt dat niet, dan wordt de grond ongeschikt voor zowel bos- als landbouw en raakt overwoekerd door een hoog gras, alang-alang (Imperata), met zulke scherpe randen dat het ook niet geschikt is als weide voor het vee. 
De Dajaks bouwen traditionele grote, langwerpige huizen (longhouses), waarin een hele clan, bestaande uit een groot aantal gezinnen, samenwoont.

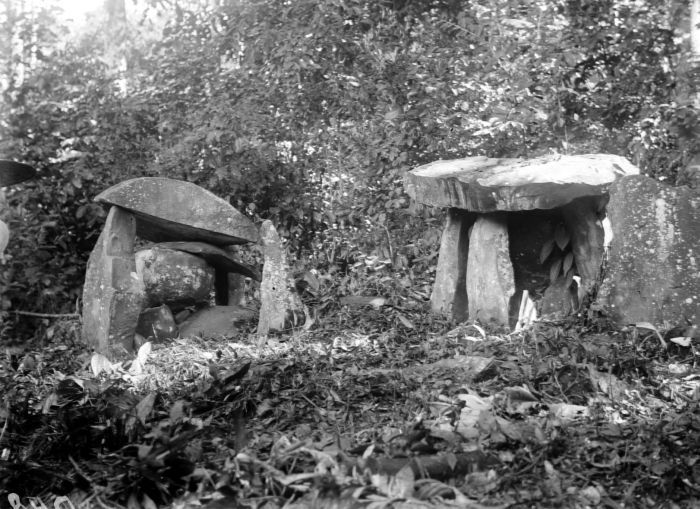
Dajak begraafplaats aan de Poedjoengan-rivier in Zuidoost-Borneo
Wereldmuseum Amsterdam

Van oorsprong hebben de Dajaks een animistische religie waarin de natuur, geesten en voorouderverering centraal staan. Veel Dajaks hebben zich tegenwoordig bekeerd tot het christendom. Aangezien zij vooral een sociaal volk zijn dat houdt van feesten, dansen, varkensvlees en het drinken van veel rijstwijn, hebben zich slechts weinigen bekeerd tot de islam.
In het verleden waren de Dajak berucht als koppensnellers. Tot zo’n honderd jaar geleden was het heel normaal om de hoofden van vijanden af te hakken en op een paal te zetten. Het Nederlandse koloniale bestuur en de Indonesische autoriteiten hebben deze praktijk echter grotendeels onderdrukt.